# Carl Leijonhufvud

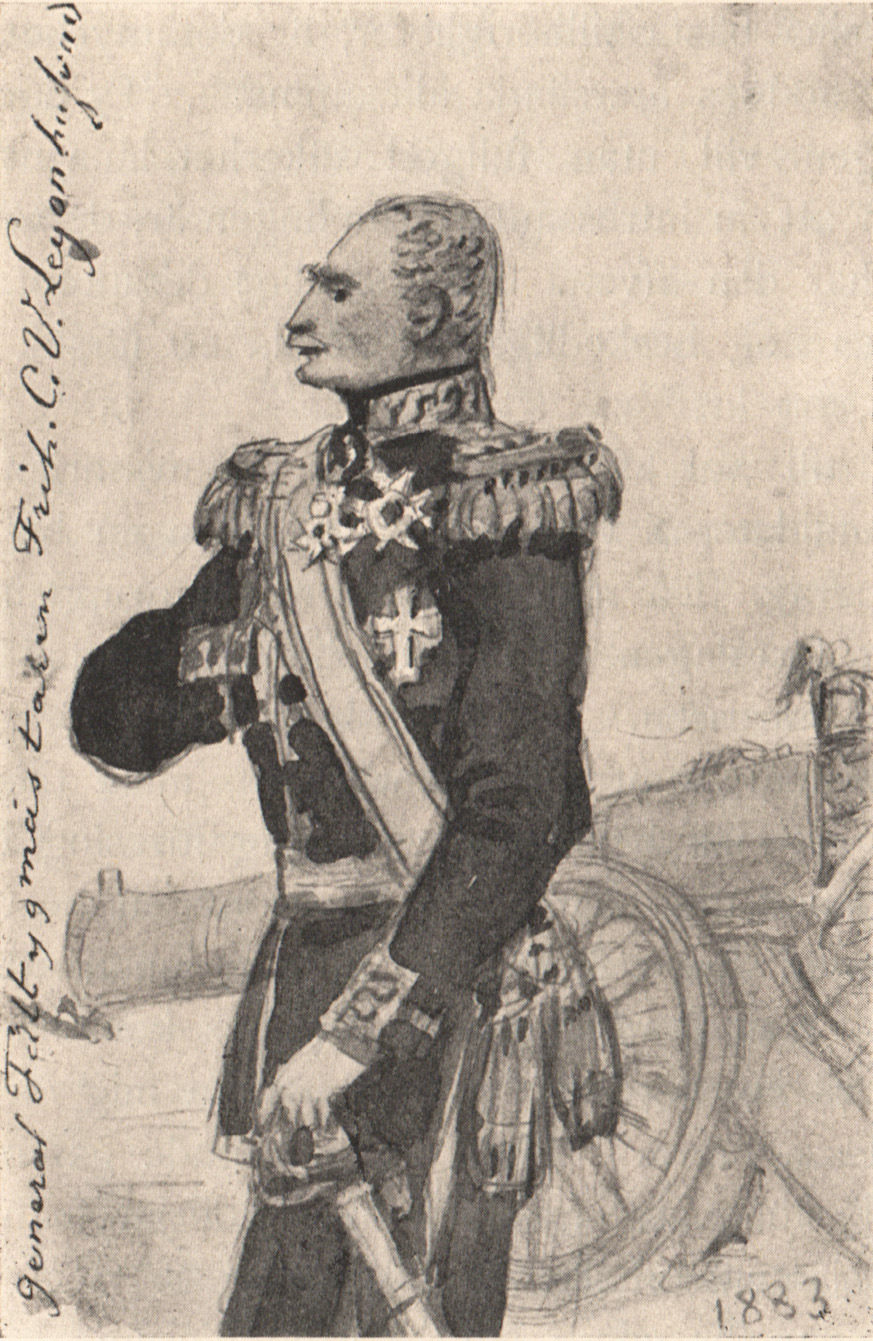
Carl Leijonhufvud. Akvarell utförd av Fritz von Dardel 1883.

Carl Viktor Gustafsson Leijonhufvud, född den 21 augusti 1822 på Vikmanshyttans bruk i Hedemora socken, död den 8 mars 1900 i Stockholm, var en svensk friherre och militär, far till Erik och Karl K:son Leijonhufvud.

## Biografi
Leijonhufvud blev underlöjtnant vid Svea artilleriregemente 1840, generalstabsofficer 1855, major i armén och stabschef vid Livgardesbrigden 1862, överste 1868, chef för Svea artilleriregemente 1872, generalmajor, generalfälttygmästare och chef för artilleriet 1874, generallöjtnant 1887 och erhöll avsked 1890.
Leijonhufvud var ledamot av direktionen över arméns pensionskassa 1865–1874 och expeditionschef i Lantförsvarsdepartementets kommandoexpedition 1866–1872. Han var ordförande och ledamot av ett stort antal kommittéer, bland annat kommittéerna angående granskning av förslag till ny härordning 1873, 1874, 1882 och 1890 samt angående landets fasta försvar 1876 och 1878.

## Utmärkelser

### Svenska utmärkelser
- Riddare och kommendör av Kungl. Maj:ts Orden (Serafimerorden), 14 mars 1892.[6]
- Kommendör med stora korset av Svärdsorden, 1 december 1880.[6]
- Kommendör av första klassen av Svärdsorden, 21 januari 1875.[6]
- Riddare av Svärdsorden, 6 juli 1859.[6]
- Kommendör av första klassen av Nordstjärneorden, 28 januari 1872.[6]

### Utländska utmärkelser
- Kommendör av första graden av Danska Dannebrogorden, 28 juli 1869.[6]
- Riddare av storkorset av Italienska kronorden, 24 februari 1878.[6]
- Kommendör av Mexikanska Guadeloupeorden, 27 mars 1865.[6]
- Kommendör av första klassen av Norska Sankt Olavs orden, 15 oktober 1868.[6]
- Riddare av Norska Sankt Olavs orden, 25 juni 1865.[6]
- Riddare av andra klassen av Preussiska Röda örns orden, 27 juli 1888.[6]
- Riddare av första klassen med briljanter av Ryska Sankt Annas orden, 24 februari 1879.[6]